# 유테이르 항공 120편 추락 사고

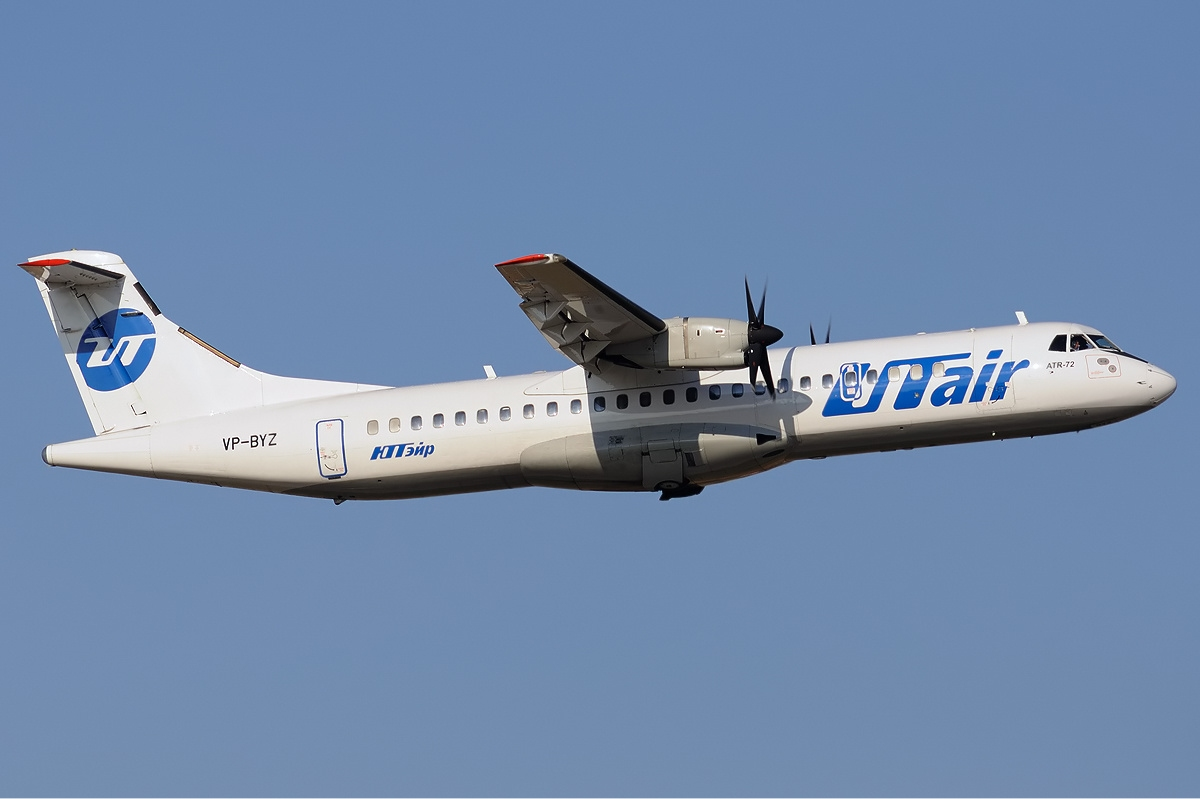
2009년에 찍힌 사고기

유테이르 항공 120편 추락 사고(영어: UTair Flight 120)는 현지시간으로 2012년 4월 2일, 승객과 승무원 43명을 태우고 러시아의 튜멘을 출발, 수르구트에 도착할 예정이었으나, 기체 결함으로 추락하여, 33명이 사망하고 10명이 부상하였다.
사고기는 유테이르 항공 소속으로, 기종은 ATR 72-200이며, 1992년에 인도된 항공기이다.